# Johnny Richards

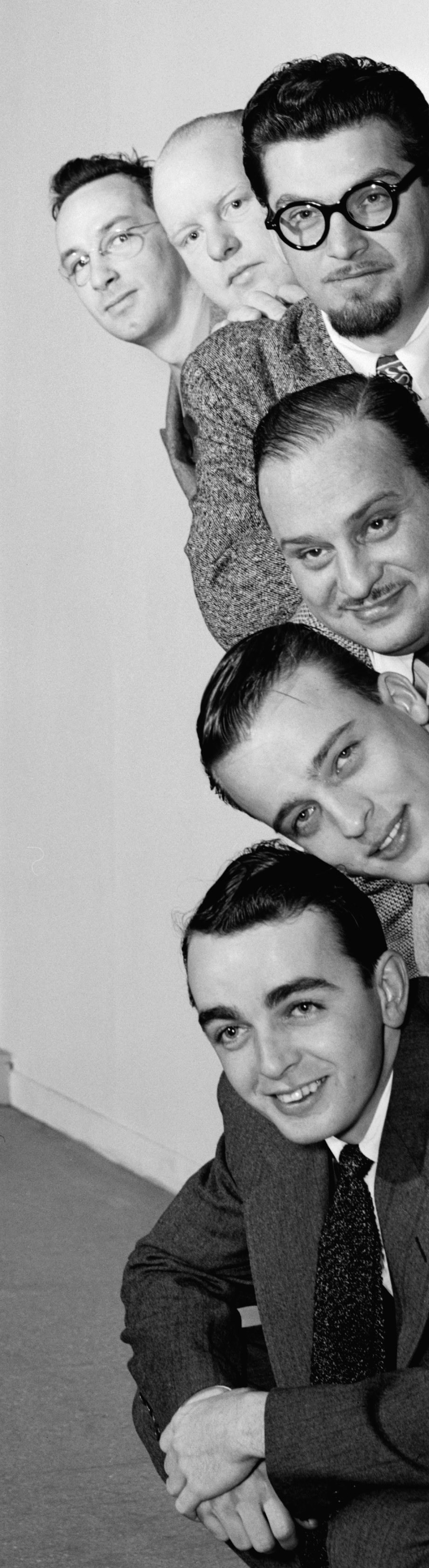
De izquierda a derecha: Eddie Sauter, Edwin Finckel, George Handy, Johnny Richards, Neal Hefti, y Ralph Burns, en el Museo de Arte Moderno de Nueva York c. 1947

Johnny Richards (2 de noviembre de 1911 - 7 de octubre de 1968) fue un arreglista y compositor de jazz en mediados del siglo XX en Estados Unidos. Él era un arreglista fundamental para algunas de las actuaciones de la gran banda Stan Kenton en grabaciones de la década de 1950 y comienzos de 1960: Cuban Fire! y Kenton's West Side Story son probablemente los más conocidos de esos discos.

## Biografía
Richards nació en Toluca, México, como Juan Manuel Cascales, de padre español (Juan Cascales y Valero) y madre mexicana (María Celia Arrue También conocida como Marie Cascales), cuyos padres eran inmigrantes españoles a México. Él entró en los Estados Unidos el 4 de agosto de 1919 por Laredo, Texas, junto con su madre, tres hermanos (también músicos profesionales) y la hermana:
Hermanos:
- Jose Luis Cascales (Joe)
- Carlos Guillermo Cascales (conocido en el mundo de la música como Chuck Cabot)
- Maria de los Ángeles Cascales (Angeles/Anne Beaufait)
- Juan Adolfo Cascales (Jack; 1918–1975),[2] tocaba el contrabajo

Padre de Richards, Juan Cascales y Valero, emigró antes, cruzando la frontera en Laredo, Texas, el 4 de junio de 1919.